# Réserve naturelle du mont Mars
La réserve naturelle du mont Mars est une réserve naturelle régionale créée en 1993 et située en Vallée d'Aoste, dans la commune de Fontainemore.

## Territoire

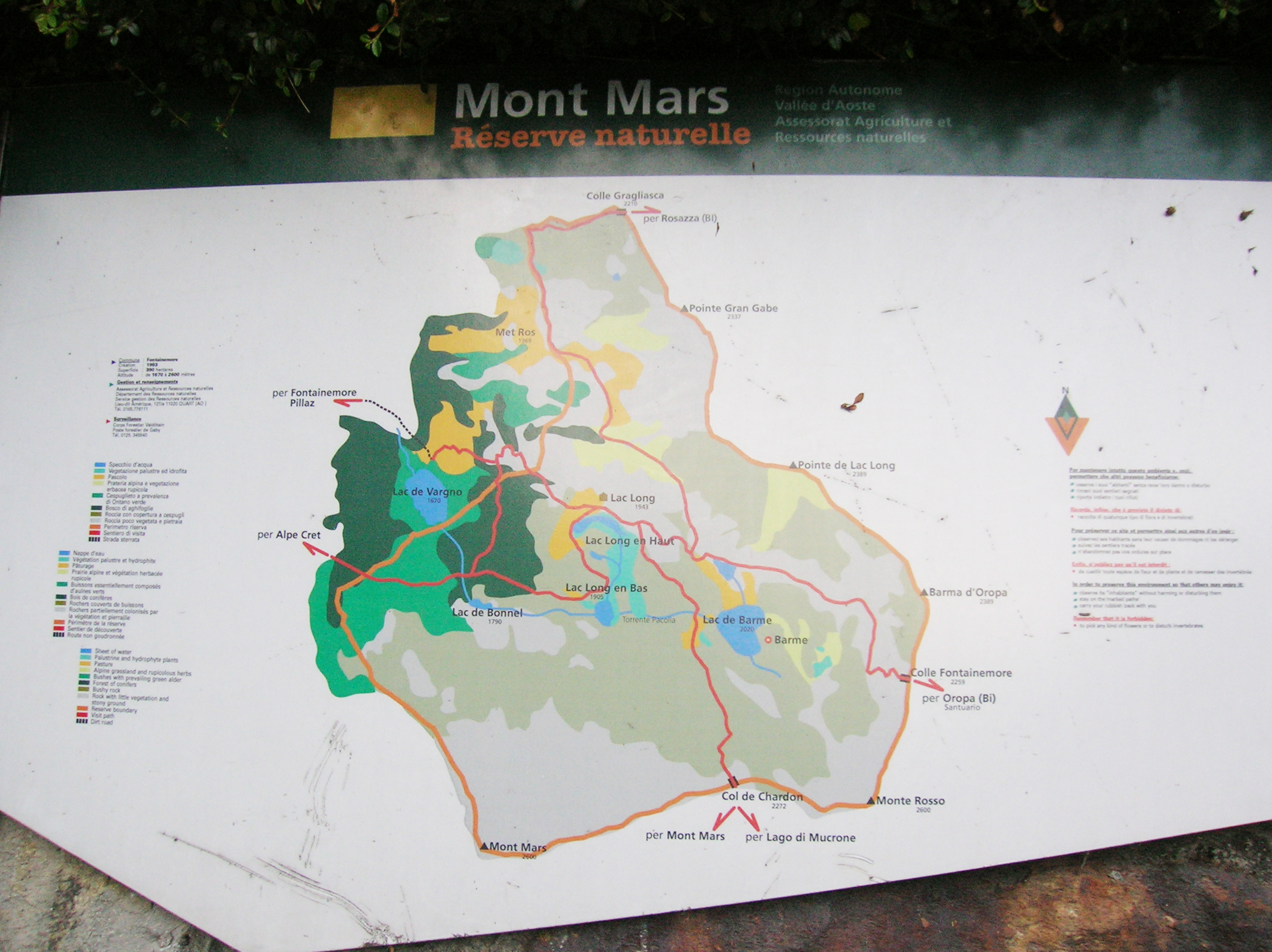
Panneau de la réserve.

La réserve s'étend sur la partie septentrionale du versant valdôtain du mont Mars, au début du vallon du torrent Pacoullaz ; l'aire protégée est comprise entre le sommet du mont Mars (2600 mètres) et la côte de 1670 mètres d'altitude.
De nombreuses variétés de l'environnement alpin y sont représentées, telles que la forêt, le pâturage, la prairie alpine, les pierrailles (localement, Clapiers), les parois rocheuses, les lacs et les zones humides.

## Faune
La faune représentée est celle typique du milieu alpin, comprenant entre autres des mammifères tels que la marmotte, le lièvre variable (Blanchon), et le chamois. Parmi les oiseaux, nous citons le rougequeue noir, le traquet motteux, le coq des bouleaux, la niverolle alpine, le chocard à bec jaune, le cassenoix moucheté, le lagopède alpin, l'accenteur alpin et, près des lacs et des torrents, le cincle plongeur.

## Lieux d'intérêt
- Au hameau Niana, le parcours lithologique Les pierres du Lys ;
- Au hameau Pra dou Sas, l'Écomusée de la moyenne montagne.